# Notiocharis pallida
Notiocharis pallida är en tvåvingeart som beskrevs av Satchell 1953. Notiocharis pallida ingår i släktet Notiocharis och familjen fjärilsmyggor. Inga underarter finns listade i Catalogue of Life.